# Joseph Maas
Joseph Maas   (Dartford, 30 de gener de 1847 - Londres, 16 de gener de 1886) fou un tenor anglès.
Fou cantor del cor de la catedral de Rochester, ensems que estudiava amb Al principi, estudiant a J. C. Hopkins i Louisa Pyne coneguda com a Madame Bodda-Pyne, se'n va anar a Milà a perfeccionar-se en el cant, el 1869, aconseguí el seu primer triomf artístic en un concert a Londres, el 1871. El 1878 fou el primer tenor de la companyia d'òpera Carl Rosa.